# 하코다테 공항
하코다테 공항(일본어: 函館空港, IATA: HKD, ICAO: RJCH)은 일본 홋카이도 하코다테시 중심에서 동쪽으로 10킬로미터 떨어져 있는 공항이다.

## 개요
홋카이도 남부의 정치, 경제 문화의 중심이자 관광 자원도 풍부한 하코다테의 중심부에서 약 9Km (버스로 약 20분) 떨어진 동쪽 해안 근처 구릉에 위치해 있다. 하코다테의 안방이라고 불리는 유노카와 온천으로부터 4.5Km 정도 떨어진 편리성이 높은 공항이다. 또한 하코다테 공항은 홋카이도 최남단 공항이기도 하다.
공항 설비나 탑승객 수, 화물 취급량 등은 신치토세공항에 이어 홋카이도에서 두 번째 규모이다.
연간 이용객 수는 국내 1,524,764명, 국제 161,983명 (2014년도)
활주로는 12/30 방향에 3,000m이며, 겨울철 대형 제트기 착륙도 충분할 정도의 활주로 길이를 가지고 있다. 활주로 전체에 걸친 활주로는 평행 유도로를 가지고 있다. 계기 착륙 장치 (ILS)는 활주로 12 카테고리 I 가 실치되어 있다.
해상 보안청 하코다테 항공 기지를 증설했다.
제트기 출발 보다도 프로펠러기 (도내 방면)의 스케줄이 나중이라도, 프로펠러기의 준비가 먼저 완료되었다면 관제관의 지시에 따라 활주로 절반 정도의 위치에서 이륙을 시도하는 경우가 있다.

## 역사

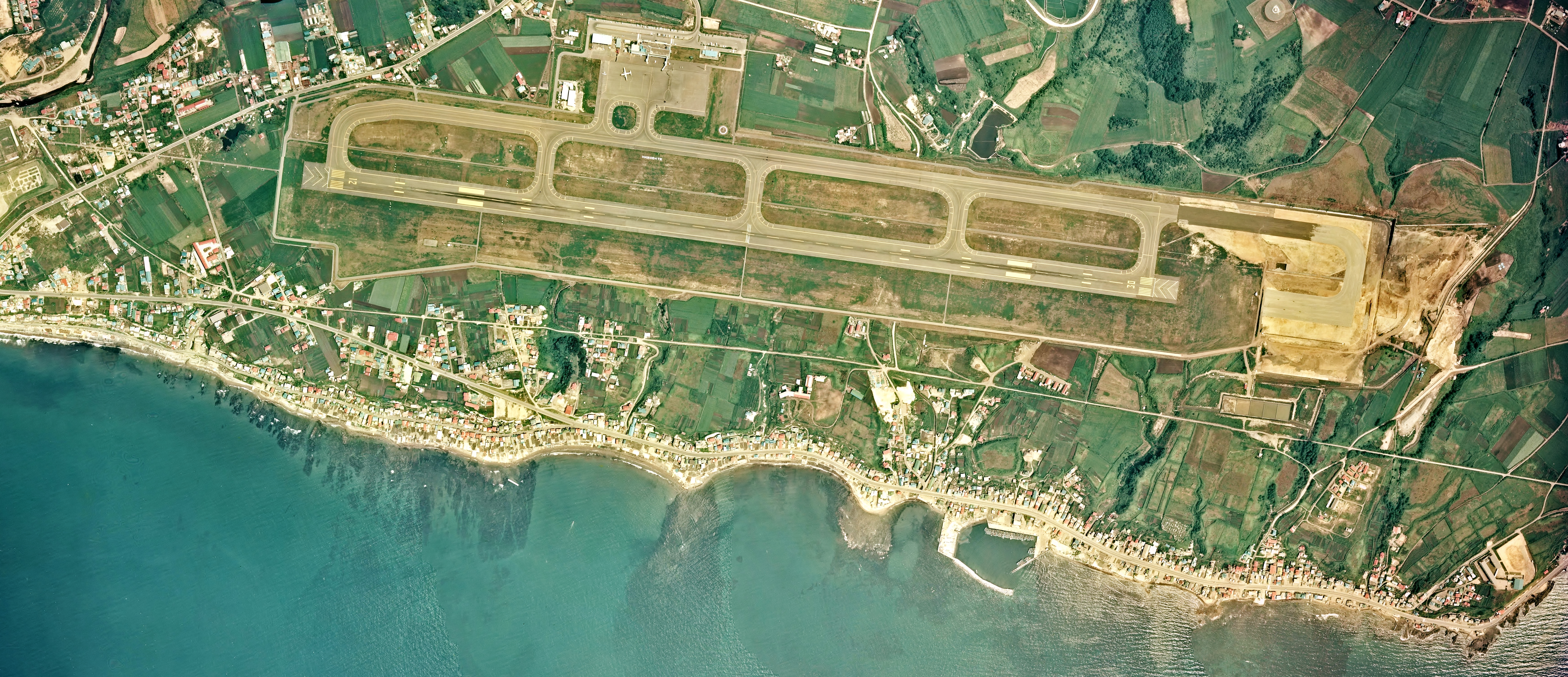
하코다테 공항 사진. 1976년 촬영한 4장을 합성한 사진

- 1961년 - 개항 (활주로 1,200m)
- 1971년 - 활주로 연장 (2,000m), 터미널 빌딩 (두 번째) 완성, 제트기 취항
- 1976년 9월 6일 - 벨렌코 중위 망명 사건 (미그25사건)[2]
- 1978년 - 활주로 연장 (2,500m)
- 1983년 - 국제 정기편 대체 공항으로 지정
- 1994년 - 국제선 개설 (유즈노사할린스크 편)[3]
- 1995년 6월 21일 - 전 일본 공수 857편 하이재킹 사고[4]
- 1999년 3월 25일 - 활주로 연장 (3,000m), 공용 개시[5]
- 2002년 - 전 일본 공수 391편 착륙 실패 사고
- 2003년 12월 18일 - 신 터미널 빌딩 (3번 째) 잠정 개업[6]
- 2005년 6월 2일 신 터미널 빌딩 (3번 째) 개업[7]

## 설비
공항 터미널 빌딩은 활주로 북측에 국내선 터미널과 국제선 터미널이 근처에 붙어있다. 현재 국내선 터미널 빌딩은 2005년 6월 준공, 하코다테 빌딩 주식회사가 운영하고 있다. 지상 3층. 탑승교는 국내선 용 3개, 국제선 용 1개, 도합 4개가 있다.
- 국내선 터미널
  - 1층 - 항공 회사 카운터, 도착 로비
  - 2층 - 출발 로비, 탑승객 맞이방, 국내선 비지니스 라운지 (카드 라운지)
  - 3층 - 환송 구역, 전망대 레스토랑, 국내선 리셉션 룸
- 국제선 터미널
  - 1층 - 항공사 카툰터, 출발 로비, 도착 로비
  - 2층 - 탑승 맞이방, 국제선 리셉션 룸
- 유료주차장 - 약 600대
- 관제탑
- 공항 감시 레이다

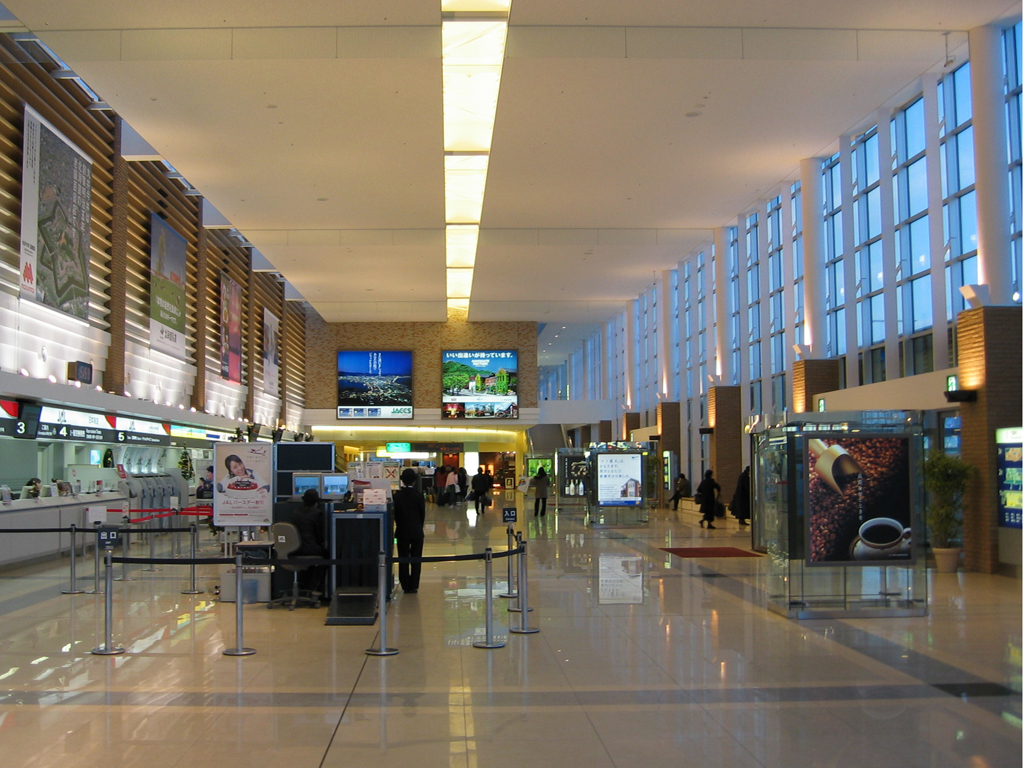
국내선 출발 로비
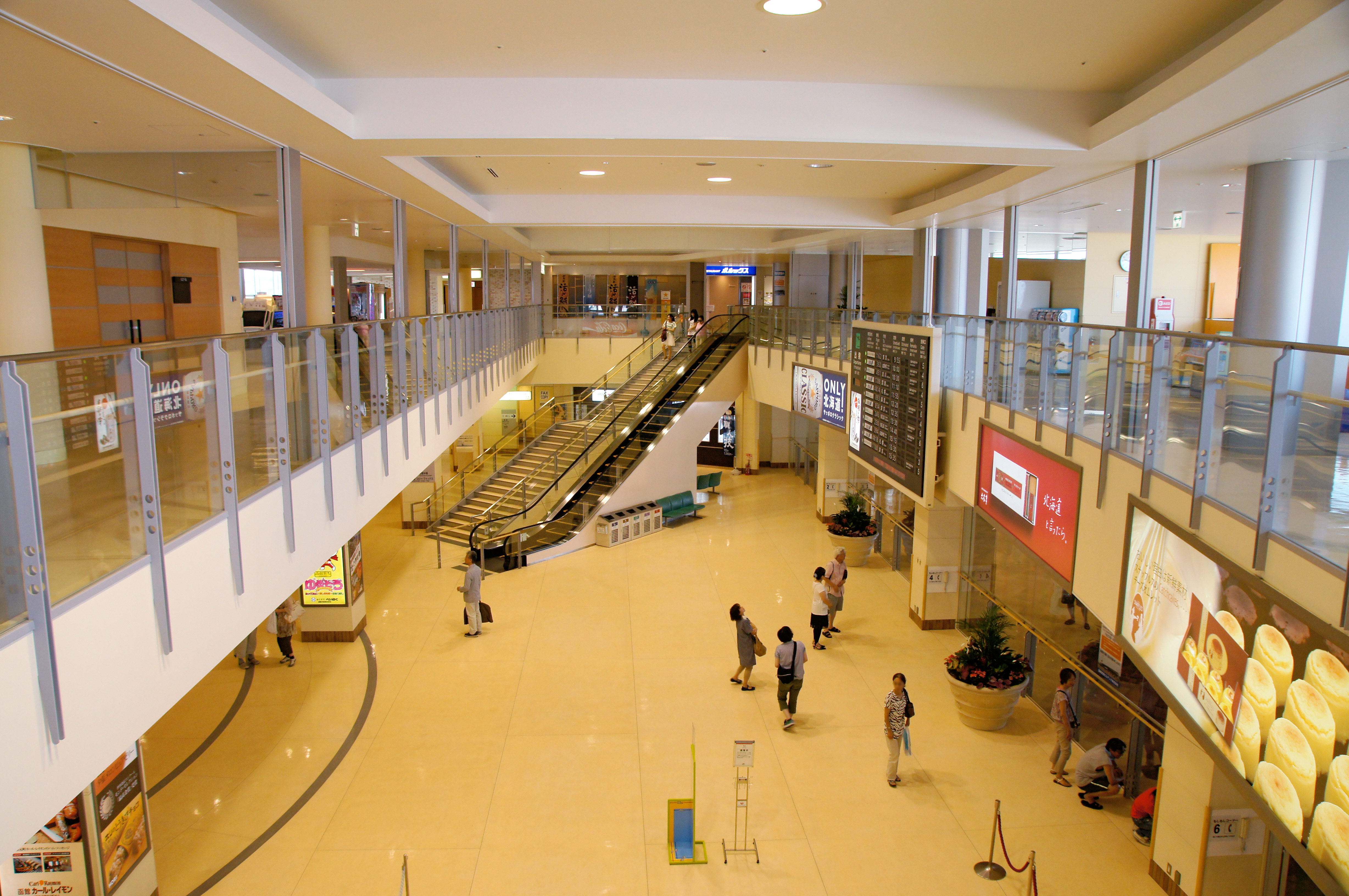
국내선 출발 로비
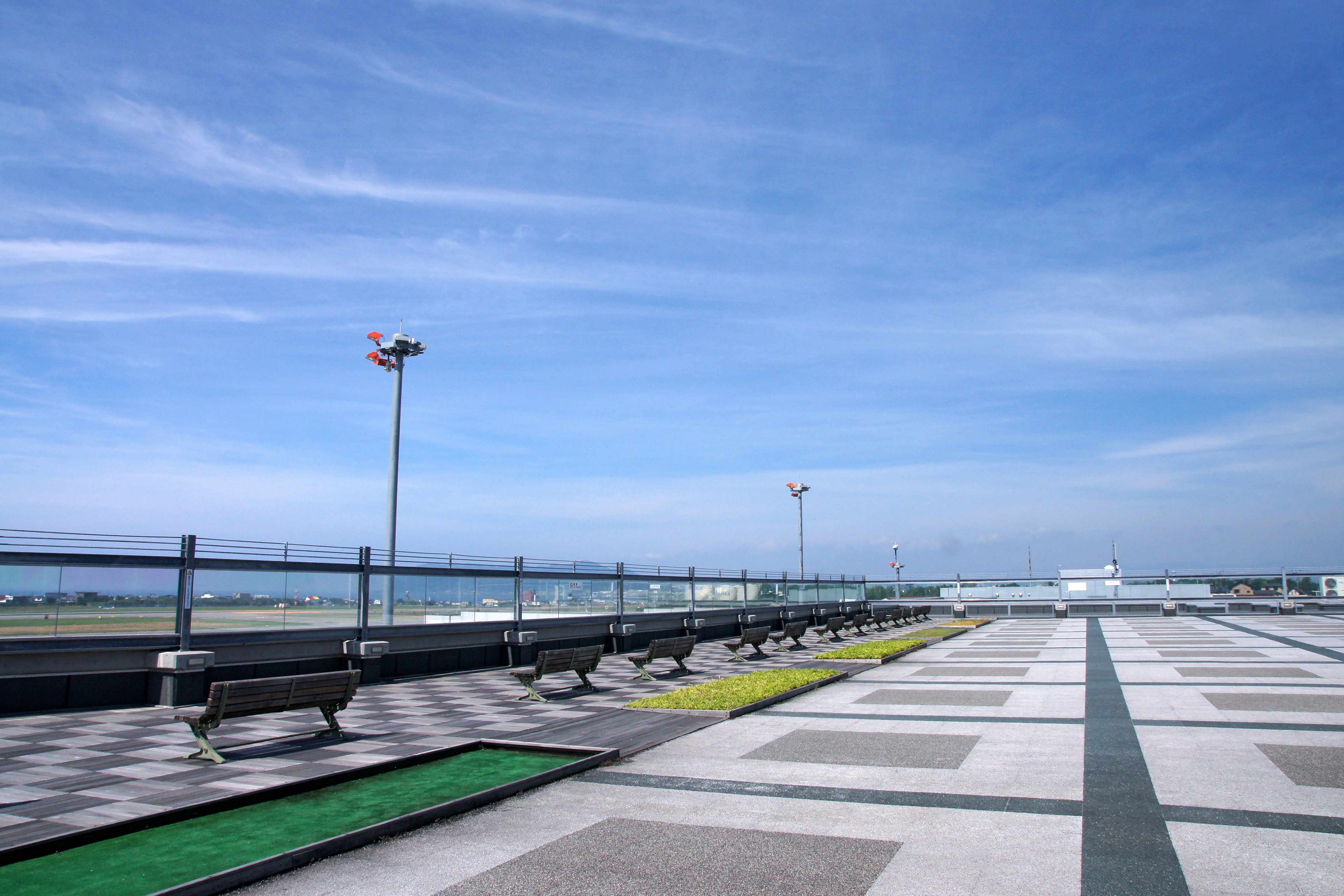
국내선 환송 구역
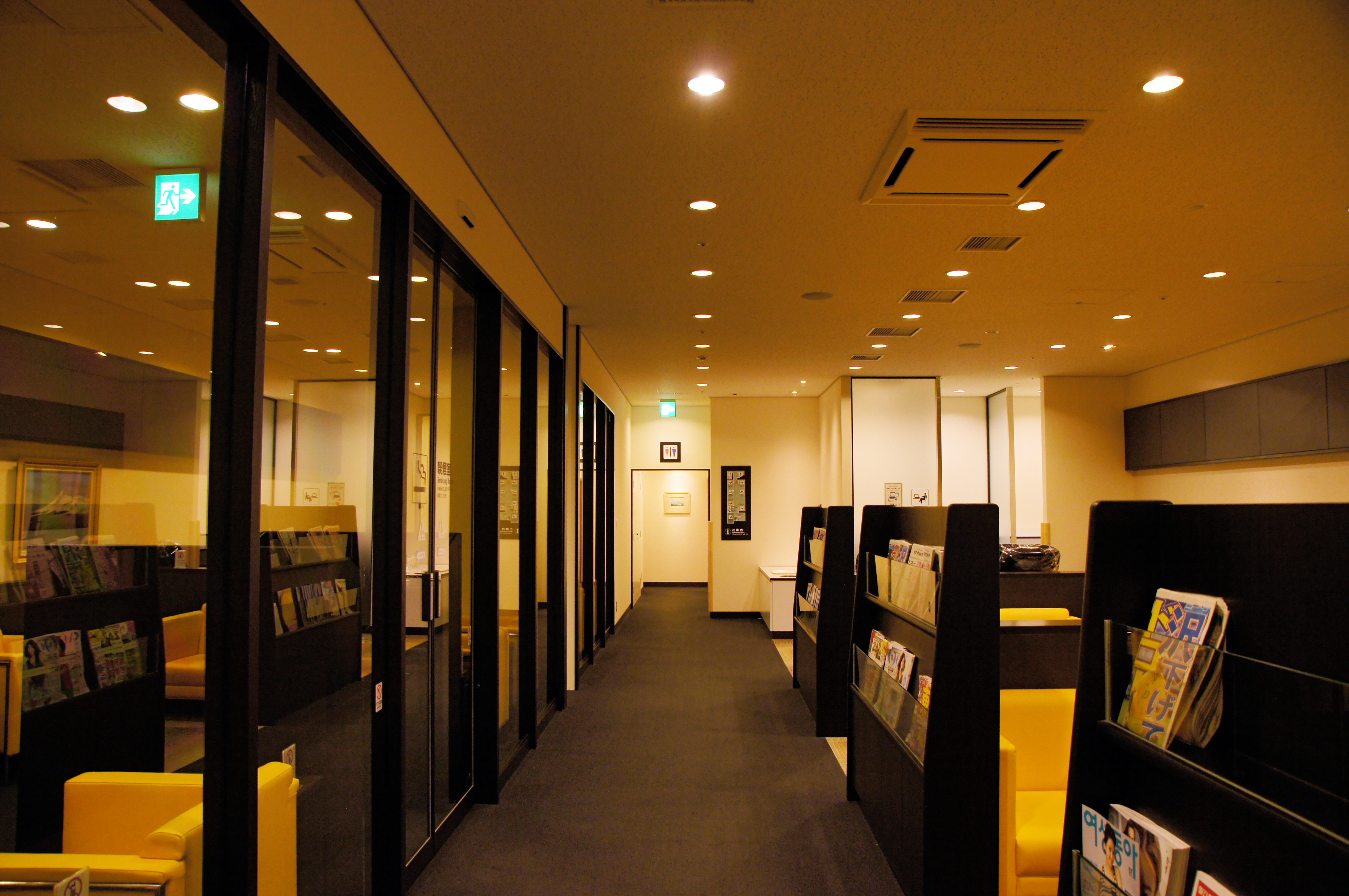
국내선 비지니스 라운지
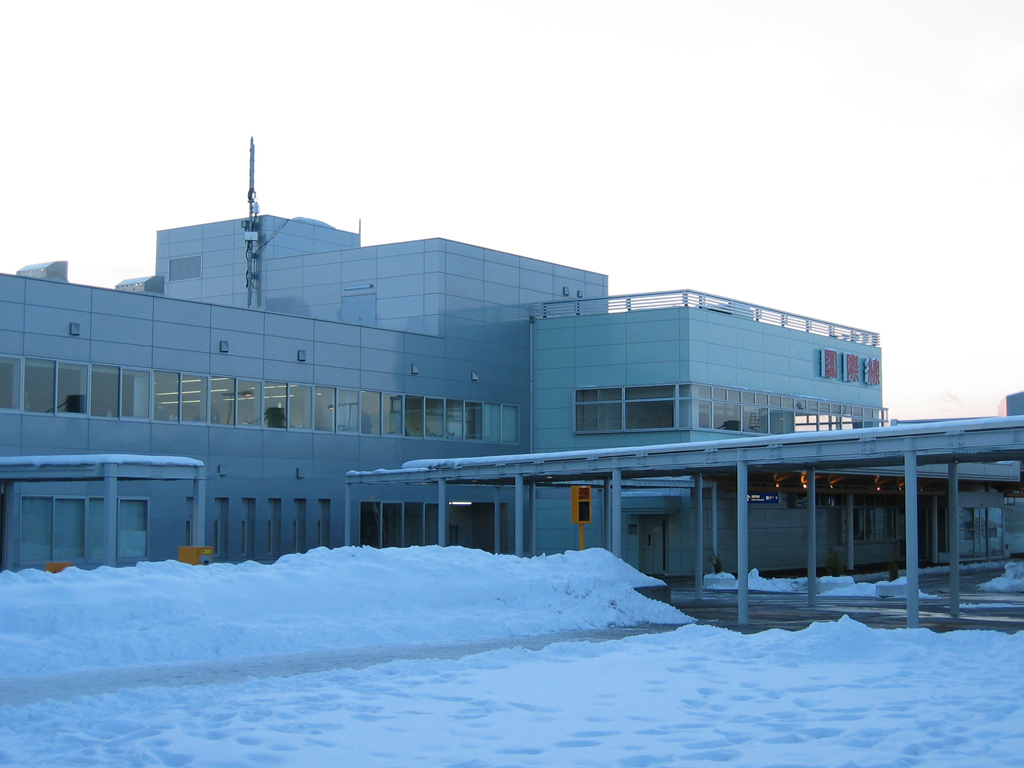
국제선 터미널 빌딩
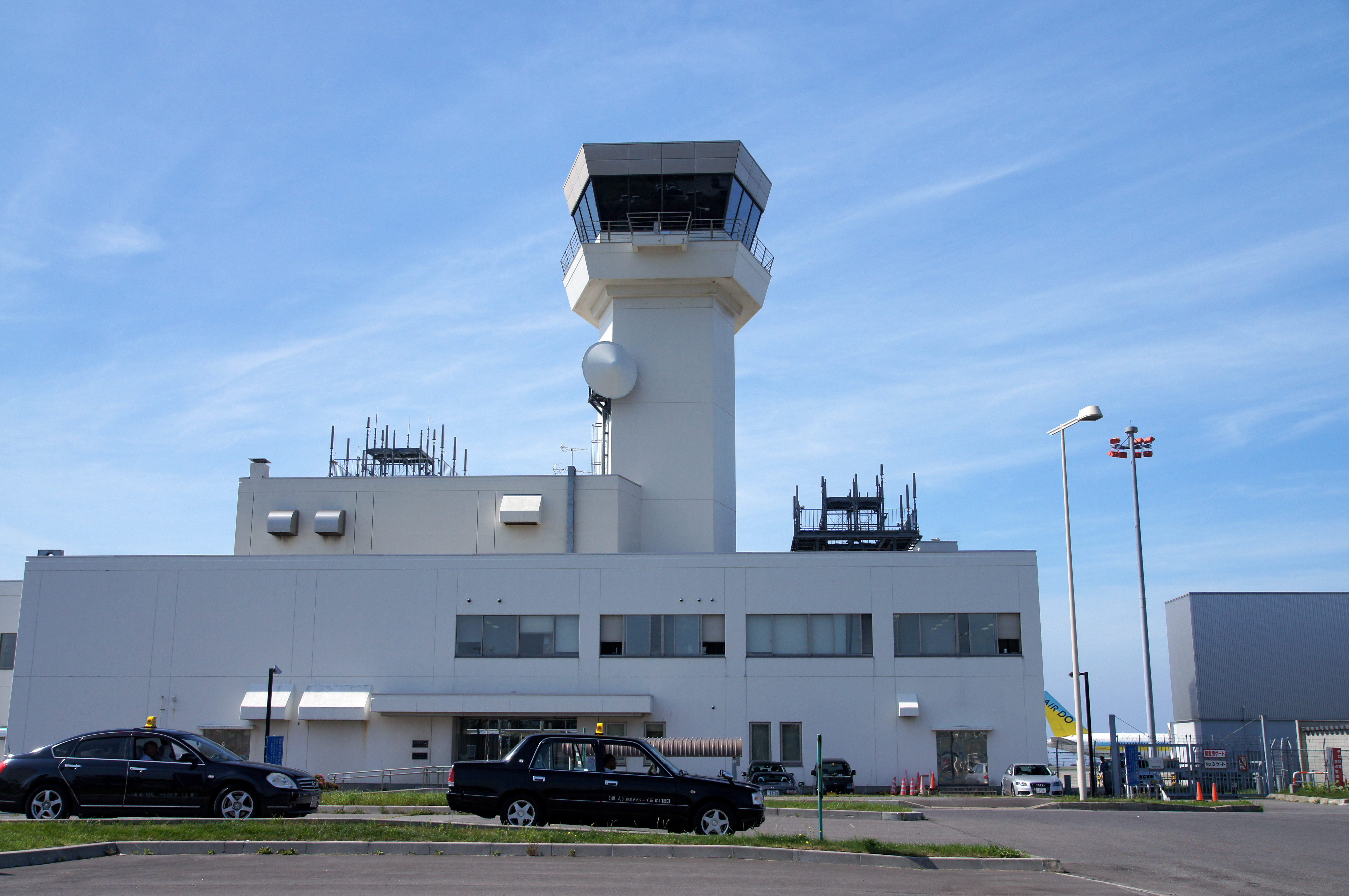
관제탑
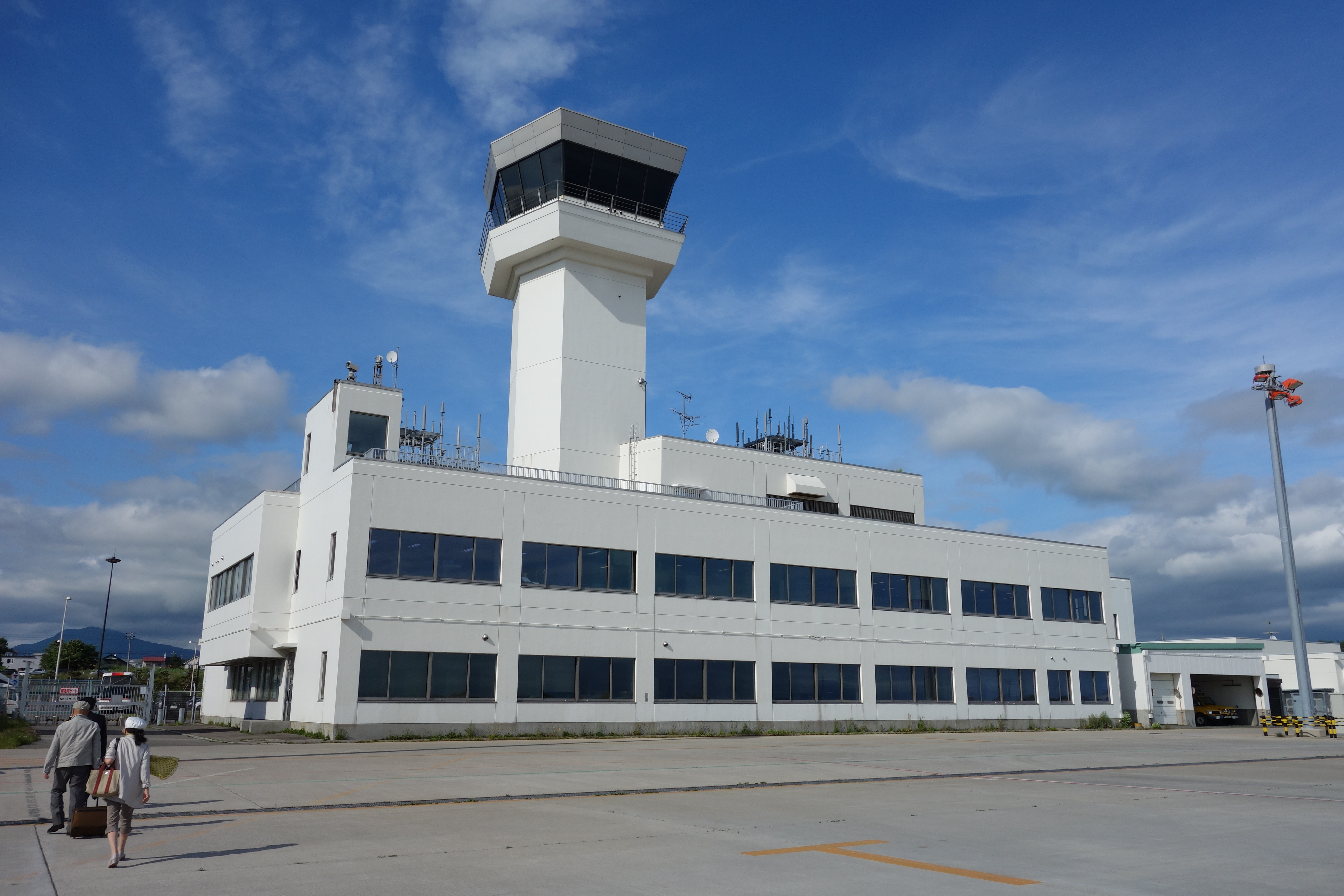
관제탑 (활주로 측)
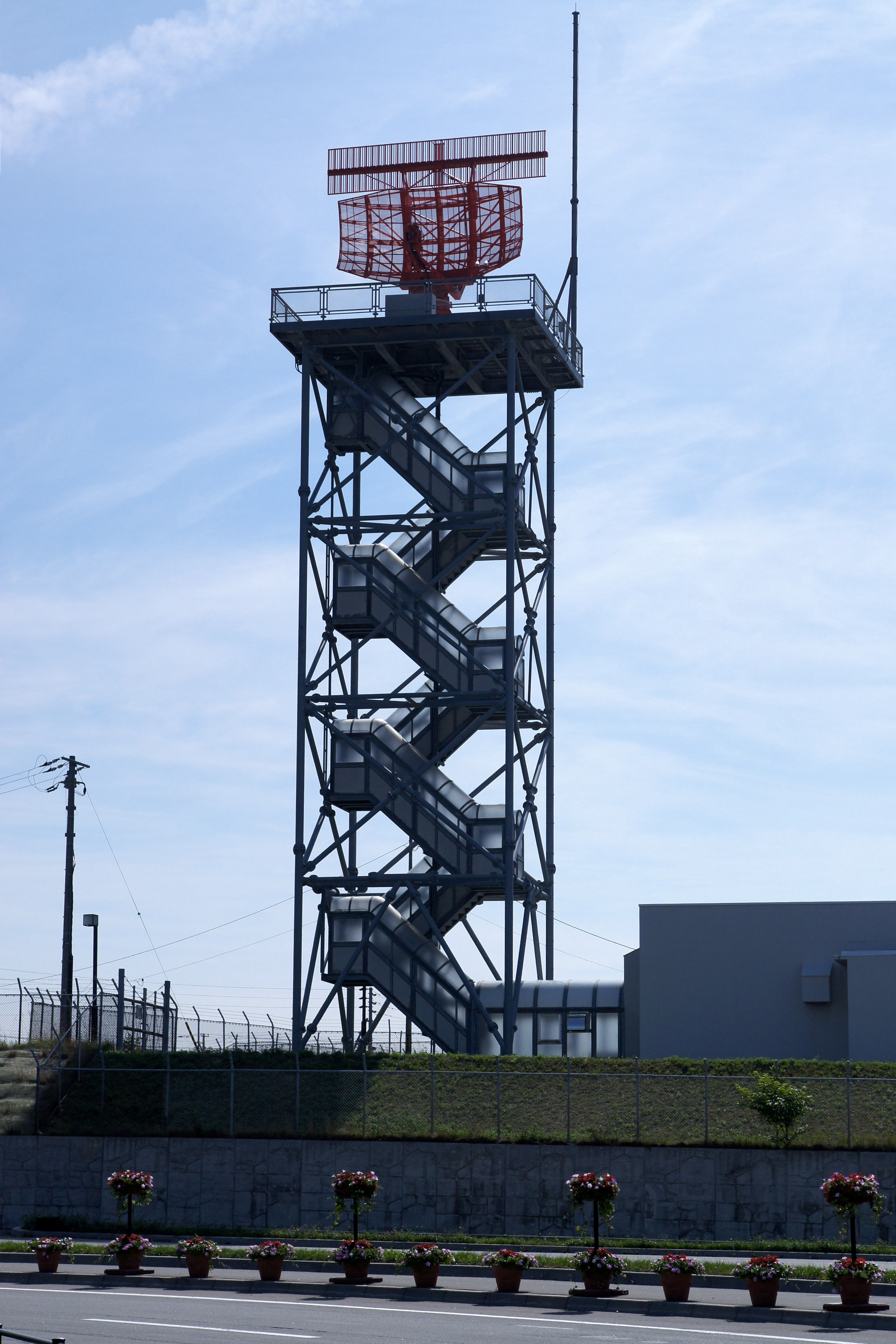
공항 감시 레이다

## 운항 노선

### 국제선
| 항공사             | 목적지             |
| ------------------ | ------------------ |
| 에바 항공          | 타이페이(타오위안) |
| 타이거 항공 타이완 | 타이페이(타오위안) |

### 국내선
| 항공사               | 목적지                                                  |
| -------------------- | ------------------------------------------------------- |
| 일본항공             | 도쿄(하네다)                                            |
| J-에어               | 오사카(이타미)                                          |
| 전일본공수           | 도쿄(하네다), 오사카(이타미)                            |
| ANA 윙스             | 삿포로(신치토세), 오사카(이타미) 계절편: 오사카(이타미) |
| 아이벡스 항공        | 센다이                                                  |
| 홋카이도 에어 시스템 | 삿포로(오카다마), 오쿠시리                              |
| AIRDO                | 도쿄(하네다), 나고야(주부)                              |

## 오는 방법
하코다테 시 중심부 (하코다테 역)에서 약 9Km, 고료카쿠에서 약 8Km.
- 하코다테 테이산 버스
  - 호라이 정 출발 편 (유노카와 온천, 하코다테역 앞, 하코다테 국제 호텔 경유)
  - 신하코다테호쿠토역 출발 편
- 하코다테 버스
  - 하코다테 역 앞 발착 편 (유노카와 온천, 다쿠보쿠 소공원 경유)
  - 순환버스 토빗코 (유쿠라 신사 앞 (유노카와 정류장), 고료카쿠, 카메다 지소 방면)
  - 100계통 공항 고료카쿠 선 쾌속 (유노카와 온천, 시민회관 하코다테 아레나 앞, 고료카쿠, 고료카쿠 타워 앞) ※ 2016년 11월 1일 운행 개시[11]
- 오누마 교통
  - 오누마코엔역 출발편 (하코다테 오누마 프린스호텔 경유)

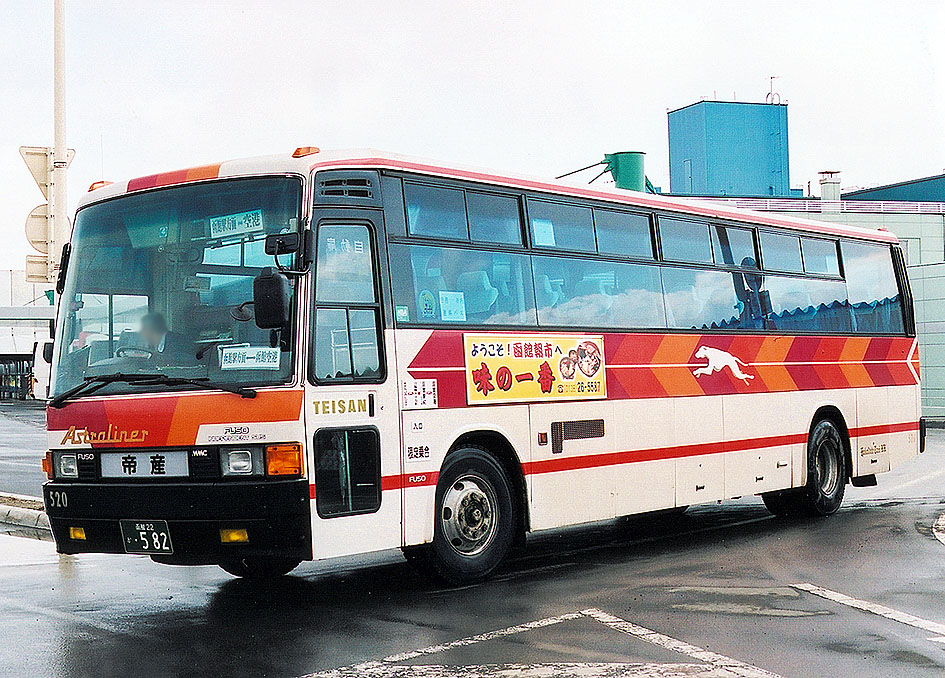
하토다테 테이산 버스 하코다테 공항 연결 버스
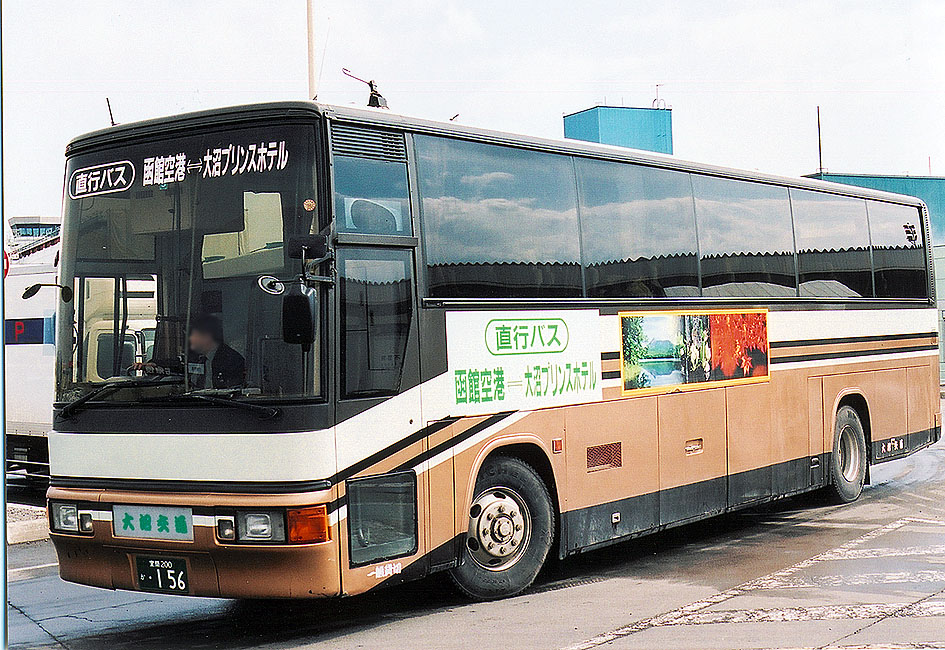
오누마 교통 하코다테 공항 직통 버스

### 노면 전차 연장 방안
하코다테 시 기업 교통부는 운영 중인 노면전차 (하코다테 시영 전차)의 연장 요청을 원하는 하코다테 시민이 있지만, 실현 가능성은 없다. 현재 공항에서 가장 가까운 역은 유노카와 정류장으로, 약 3Km 정도 떨어져 있다.

## 사건 사고
- 1971년 7월 3일 - 반다이 호 추락 사고[13][14]
- 1976년 9월 6일 - 벨렌코 중위 망명 사건[2]
- 1977년 3월 17일 - 전일본공수 724편 하이재킹 사건[15]
- 1995년 6월 21일 - 전일본공수 857편 하이재킹 사건[4]
- 2002년 1월 21일 - 전일본공수 391편 착륙 실패 사고
- 2017년 5월 15일 - 육상 자위대 연락 정찰기 LR-2 사고

## 같이 보기
- GLAY JUMBO (1999년)
- 명탐정 코난: 은빛 날개의 마술사 - 작품 내에 실제 등장
- 홋카이도 참여 단체 목록 - 하코다테 공항 빌딩 주식회사는 홋카이도의 "참여단체"로 지정되어있다.